# Celso Renato Duvivier de Albuquerque Mello
Celso Renato Duvivier de Albuquerque Mello (19 de janeiro de 1937 - Rio de Janeiro, 21 de fevereiro de 2005) foi um jurista brasileiro, tendo atuado nos campos do direito internacional público e dos direitos humanos.

## Biografia
Obteve graduação em direito pela Pontifícia Universidade Católica do Rio de Janeiro – PUC-Rio (1961) e o título de docente livre pela Universidade Federal do Rio de Janeiro – UFRJ (1967).
Ocupou como titular a cadeira de direito internacional público da Universidade do Estado do Rio de Janeiro – UERJ, por 37 anos. Foi também professor na PUC-Rio, na Universidade Estácio de Sá, na Faculdade de Direito de Campos, na Universidade de Nova Iguaçu, na Faculdade Bennet, na Faculdade de Direito da Fundação André Arcoverde, na Fundação Getúlio Vargas, no Ministério das Relações Exteriores e na Faculdade Brasileira de Ciências Jurídicas.
Foi diretor e coordenador acadêmico da Faculdade de Direito da UERJ, tendo orientado monografias, dissertações e teses, com ampla participação em bancas.
Foi ainda juiz do Tribunal Marítimo.

## Obras
Publicou 38 livros e 41 artigos, destacando-se entre suas obras o Curso de Direito Internacional Público em dois volumes, Alto-mar, Direitos Humanos e conflitos armados e Direito Internacional Público: Tratados e Convenções.